# Michel d'Arende
Michel d'Arende (° omgeving van Doornik, ca. 1490) was een Frans theoloog en bisschop.

## Levensloop
D'Arende, telg uit een adellijke familie, werd monnik bij de augustijnen. Vanaf 1521 bevond hij zich in de omgeving van Guillaume Briçonnet, de vooruitstrevende bisschop van Meaux en van diens discipelen, verenigd in het Cenakel van Meaux. Briçonnet was de officiële aalmoezenier aan het hof van Margaretha van Navarra, maar om haar, waar ze verbleef, geestelijke bijstand te verlenen, zond hij d'Arende.
In 1523 zorgde zij ervoor dat hij tijdens de advent kon preken in de kathedraal van Bourges. Hij deed dit, zoals men van een hervormingsgezinde kon verwachten, op basis van de Evangelies. Dat was niet erg naar de zin van de aartsbisschop, die hier protestantse invloeden vermoedde, en hij verbood dan ook aan d'Arende om in 1524 opnieuw de vastenpreken te houden, zoals Marguerite had gewild. Hij ging dan maar preken houden in Alençon, Mâcon en Lyon.
Hij kreeg een bepaalde reputatie en in 1525 beval het Parlement van Parijs dat hij voor hem moest verschijnen om ondervraagd te worden. Hij gaf hieraan geen gevolg en vluchtte naar Straatsburg. Niet voor lang echter, want Margaretha riep hem terug en maakte dat hij benoemd werd tot bisschop van  Saint-Paul-Trois-Châteaux in de Dauphiné. Zij gaf hem de opdracht dit bisdom te winnen voor de Hervorming. D'Arende werd er plechtig ingehuldigd op 7 juni 1526. De reputatie van begenadigd kanselredenaar was hem voorafgegaan. Het geloof doen steunen op de Evangelies, was een van de kenmerken van de hervormers. D'Arende, zoals andere bisschoppen, kon dit ongestoord verkondigen, want het was pas later dat de bisschoppen onder scherpere controle werden geplaatst.
Hij voerde protestantse hervormingen door, zoals het aanpassen van de liturgie van de mis, met de nadruk op de evangelies en op het Woord en door het gebruik van de volkstaal te verkiezen boven het Latijn. Gedurende de dertien jaar die hij aan het hoofd van zijn bisdom stond, ondernam hij niets om de verspreiding van het hervormde geloof te bemoeilijken. Hij kreeg steeds meer het gevoel dat hij onterecht poogde de trouw aan het Evangelie te verzoenen met de trouw aan voorbijgestreefde kerkelijke tradities. Naar zijn vriend Guillaume Farel schreef hij dat hij veel te lang pogingen hiertoe had ondernomen, die hem uiteindelijk zinloos leken. Hij had dit pas laat ingezien, schreef hij, en ondertekende trouwens de brief met de naam Tardivus of 'de Laatkomer'. In 1539 nam hij uiteindelijk ontslag en verdween in de anonimiteit.